# Auguste Millon
Auguste Nicolas Eugène Millon (ur. 1812 w Châlons-sur-Marne, zm. 1867 w Saint-Seine-l’Abbaye) – francuski chemik i fizyk.

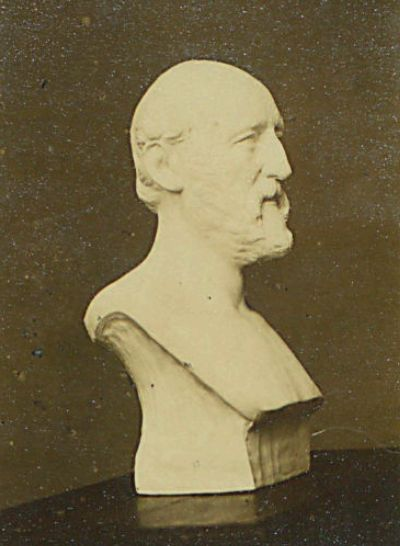
Auguste Millon - popiersie

Urodzony w 1812. Był profesorem w wojskowym szpitalu Val-de-Grace w Paryżu. W 1849 roku odkrył czułą metodę wykrywania białek, polegającą na barwnej reakcji azotanu rtęci(II) z aminokwasem tyrozyną (→ reakcja Millona).
Od jego nazwiska pochodzi nazwa związku rtęci zasady Millona.